# 龍緯汶
龍緯汶（英語：James Lung Wai-man，1974年8月15日—），香港社區發展網絡總幹事及捐助者之一，民主派政黨南方民主同盟黨主席。祖籍廣東省清遠市。
2019年因被指與南亞女童有多次的不恰當身體接觸的醜聞，引起網上激烈討論，事件更引起護苗基金關注及報警，其後被警方拘捕，確認被控7項控罪，包括：2項猥褻侵犯、2項向年齡在16歲以下的兒童作出猥褻行為 、2項管有兒童色情物品和1項製作兒童色情物品。他於12月16日在香港區域法院被判監禁32個月。

## 從政經歷
報稱社區服務機構總幹事，南方民主同盟成員，他於2007年香港區議會選舉當區落敗，亦同時參選2008年香港立法會選舉九龍西選區，亦落敗。
| 政党   | 政党   | 候选人 | 票数 | %      | ±      |
| ------ | ------ | ------ | ---- | ------ | ------ |
|        | 獨立   | 李景華 | 154  | 7.88%  | ▼9.95% |
|        | 獨立   | 劉偉光 | 33   | 1.69%  |        |
|        | 民建聯 | 葉傲冬 | 916  | 46.9%  |        |
|        | 民協   | 吳寶珊 | 753  | 38.55% |        |
|        | 獨立   | 龍緯汶 | 97   | 4.96%  | ▼1.69% |
| 多数票 | 多数票 | 多数票 | 163  | 8.35%  |        |

| 政党   | 政党   | 候选人    | 票数  | %     | ±   |
| ------ | ------ | --------- | ----- | ----- | --- |
|        | 獨立   | 1. 龍緯汶 | 150   | 6.66  | N/A |
|        | 獨立   | 2. 林依麗 | 76    | 3.37  | N/A |
|        | 民建聯 | 3. 劉志榮 | 1,115 | 49.49 | N/A |
|        | 民協   | 4. 李漢強 | 510   | 22.64 | N/A |
|        | 獨立   | 5. 李景華 | 402   | 17.84 | N/A |
| 多数票 | 多数票 | 多数票    | 605   | 26.85 | N/A |

## 醜聞
2001年，他在旺角某球場舉辦嘉年華會，其後向油尖旺區議會申請撥款，以一張虛假印刷公司單據申領二萬元印刷費。其後他在觀塘裁判法院承認一項使用虛假文書罪，在2005年3月18日被判履行180小時的社會服務令。 
2019年5月，網上流傳龍緯汶與南亞女童的親暱照，照片涉及他懷疑不恰當地擁抱女童，讓女童坐在他的大腿上、與女童側臥在床上及與女童合影婚紗照等。同月17日，警方以涉嫌非禮及製作兒童色情物品拘捕他，並揭發他涉嫌拍攝一名年約7至8歲女童的私處，而受害女童的人數懷疑多達4名。
2020年11月龍緯汶承認屢次非禮兩名非華裔女童，拍攝她們私處照片等，合共7項控罪，在區域法院被判入獄32月。當中包括在2017年至2018年期間曾在游泳池更衣室內，猥褻侵犯當時只有6歲的女童，以及曾在旺角塘尾道永利工業大廈一單位內再兩度非禮她。他另外被控曾在荃灣住所內向當時3歲的女童，作出嚴重猥褻行為，使用電話製作一段有兒童色情的錄影片段，龍緯汶在住所管有19張兒童色情照片和一段兒童色情影片等兒童色情物品。

## 參照
- 香港特別行政區第3屆區議會補選